# Uca deichmanni
Uca deichmanni es una especie de cangrejo violinista de la familia Ocypodidae

## Distribución
Se lo encuentra al este del pacífico, desde Costa Rica a Colombia.

## Descripción y hábitat
Se halla en playas y costas, sus tenazas son blancas y el caparazón es color gris azulado.
- Datos: Q6155186
- Multimedia: Uca deichmanni / Q6155186